# Шварц (Мекленбург)
Шварц (нем. Schwarz) — община в Германии, в земле Мекленбург-Передняя Померания.
Входит в состав района Мюриц. Подчиняется управлению Рёбель-Мюриц. Население составляет 383 человека (на 31 декабря 2010 года). Занимает площадь 26,30 км².